# Uitgeverij Prometheus
Uitgeverij Prometheus is een Nederlandse uitgeverij die bestaat uit de fondsen Prometheus, Bert Bakker en Ooievaar, en is gevestigd in Amsterdam.
Prometheus is in 1989 opgericht door Mai Spijkers en heeft zowel Nederlandstalige als buitenlandse auteurs in haar fonds. Onder de naam Bert Bakker worden vooral geschiedenisboeken uitgegeven, maar ook de Notendopserie werd door Uitgeverij Bert Bakker uitgegeven.

## Geschiedenis

### Bert Bakker
Uitgeverij Bert Bakker werd na de Tweede Wereldoorlog opgericht door de schrijver en uitgever Bert Bakker. Tot de auteurs behoorden Martinus Nijhoff en Gerrit Achterberg. In 1969 werd Bakkers neef (oomzegger) Bert Bakker er uitgever. Onder zijn leiding werd in de jaren zeventig uitgeverij Contact overgenomen, de uitgever van onder meer het dagboek van Anne Frank. Contact werd in 1984 afgestoten en meegegeven aan vertrekkend hoofdredacteur Harko Keijzer. Zijn opvolger bij Bert Bakker werd Mai Spijkers, die succes behaalde met de aankoop van Il nome della rosa (1980) van Umberto Eco, waarvan de Nederlandse vertaling in 1983 verscheen. Ook Spijkers verliet Bert Bakker, in 1989, om zijn eigen uitgeverij "Prometheus" te beginnen.
Bert Bakker was in de jaren zeventig onderdeel geworden van het Kluwer-concern. In 1989 werd de uitgeverij geheel zelfstandig. Tegenvallende verkopen noopten eigenaar Bakker zijn bedrijf in 1992 onder te brengen bij de Meulenhoffgroep. Daar werd de uitgeverij niet veel later omgevormd tot een imprint, ondergebracht bij Prometheus. 
Tegenwoordig verschijnen er onder de imprint Bert Bakker enkel nog kwalitatieve non-fictieboeken.

### Prometheus
Prometheus werd in 1989 opgericht door Mai Spijkers, die diverse auteurs meenam van Bert Bakker, onder wie Herman Brusselmans. De uitgeverij kwam tot stand binnen de groep die ondernemer René Malherbe had samengesteld uit een aantal afgestoten boekendivisies van grote mediaconcerns. In 1991 verkocht Malherbe zijn boekengroep, inclusief Prometheus aan de Meulenhoffgroep, later PCM Algemene Boeken.
Het eerste grote succes werd De wetten van Connie Palmen. Spijkers zorgde voor reuring in de Nederlandse uitgeverswereld door als eerste grote voorschotten te verstrekken aan schrijvers, om ze aan zijn uitgeverij te verbinden, ook als ze in het fonds van een andere uitgeverij zaten. PCM nam in 2001 ook uitgeverij Vassallucci over, die al snel haar zelfstandigheid verloor en ondergebracht werd bij Prometheus.
In 2007 werd uitgeverij Prometheus inclusief Bert Bakker overgenomen door oprichter Spijkers.